# 33569 Nikhilgopal
33569 Nikhilgopal este o planetă minoră (asteroid), cu un diametru de 2,236 km, din centura de asteroizi. A fost descoperită pe 10 mai 1999 la Experimental Test Site⁠(d) de Lincoln Near-Earth Asteroid Research. 
Obiectul prezintă o orbită caracterizată de o semiaxă mare de 2,3253518 UAi, o excentricitate de 0,11, o înclinație de 3,85135 ° în raport cu ecliptica.